# Hoffmannia excelsa
Hoffmannia excelsa là một loài thực vật có hoa trong họ Thiến thảo. Loài này được (Kunth) K.Schum. mô tả khoa học đầu tiên năm 1889.